# Liscard
Liscard est une partie de Wallasey dans le district métropolitain de Wirral en (Merseyside) (Angleterre).

## Géographie
Proche de Birkenhead et de Liverpool par le tunnel de Kingsway, c'est un lieu résidentiel aux maisons jumelées avec terrasses. 

## Histoire

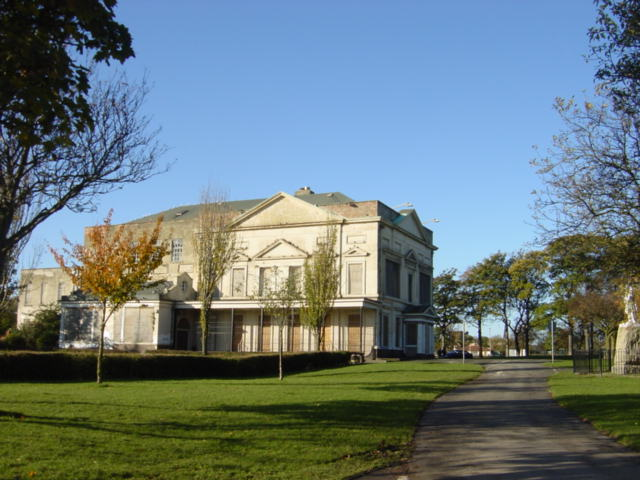
Liscard Hall (aujourd'hui démoli)

Liscard apparait vers 1260 sous le nom de Lisnekarke et vient de l'irlandais lios na carraige. Il a été orthographié de différentes manières dans l'histoire : Liscak (1260), Lisecair (vers 1277), Lysenker (1295) puis Lyscart (1417). 
Liscard Hall a été construit en 1835 par un marchand de Liverpool, Sir John Tobin. Il deviendra plus tard une école d'art et sera détruit le 7 juillet 2008 par un incendie, puis démoli. 
En 1858 est construit Liscard Battery pour la protection de la Mersey et défendre le port de Liverpool. Il était équipé de sept canons de 10 pouces. 
Une gare, ouverte en 1895, desservait les lieux. Elle a été fermée en 1963.

## Politique
Liscard fait partie de la circonscription parlementaire de Wallasey avec pour représentant depuis 1992 Angela Eagle, députée travailliste. 

## Personnalité liée à Liscard
- William May (1849-1930), y est né.